# Roger-Gabriel Lambert
Ne doit pas être confondu avec Roger Lambert (1881-1937).
Pour les articles homonymes, voir Lambert.
Roger-Gabriel Lambert né à Suresnes le 13 septembre 1897 et mort à Toulon le 10 juillet 1960, est un officier général de la Marine nationale française.

## Biographie
Il entre à l’École navale en mars 1915 et en sort enseigne de vaisseau de 2e classe en juin 1917. Il embarque sur le croiseur auxiliaire Golo-II en 1917  puis sur le cuirassé Vergniaud. Il est promu enseigne  de vaisseau de 1re classe en juillet 1918. 
Commandant en second du torpilleur Sakalave en 1920-1921, il participe aux opérations en mer Noire puis est élève de l’École de perfectionnement des enseignes en juin 1921. il est promu lieutenant de vaisseau en décembre de la même année.. 
Officier élève de l’École de canonnage dont il sort major, il embarque en 1923 sur le cuirassé Courbet puis, en 1925, sur le contre-torpilleur Amiral Senès de 1925 à 1927. De 1927 à 1929, En Indochine, il commande la canonnière Inconstant puis est affecté à Toulon en 1932 à la défense antiaérienne. 
Capitaine de corvette en octobre 1932, il embarque sur le contre-torpilleur Guépard de 1932 à 1933 puis sur le cuirassé Courbet de 1933 à 1935. En 1936, il est chef du service artillerie du cuirassé Dunkerque dont il assure la mise au point de l'artillerie. 
Capitaine de frégate en mai 1937 il commande le contre-torpilleur Albatros en novembre 1938. Il se fait remarquer lors du bombardement de Gênes en mai 1940. Il est promu capitaine de vaisseau en décembre 1940. Affecté à l'état-major du commandant supérieur de l'air en Afrique française du Nord en février 1941, il est l'adjoint du vice-amiral commandant le front de mer à Dakar en août 1941. 
En avril 1943, rallié aux Forces françaises combattantes, il commande le cuirassé Richelieu. Contre-amiral (mai 1944), préfet maritime de Toulon en décembre 1944, il est promu vice-amiral en novembre 1946 et commande l'escadre sur le croiseur Montcalm (1949-1950). 
Il prend rang et appellation de vice-amiral d'escadre en novembre 1950. Il est nommé chef d'état-major général de la marine d'août 1950 jusqu'en octobre 1951. En décembre 1951, il est de nouveau préfet maritime de Toulon. Il est versé dans la 2ème section des officiers généraux en janvier 1957.

## Récompenses et distinctions
- Chevalier (11 juillet 1922), Officier (16 juin 1938), Commandeur (7 juillet 1945) puis Grand-Officier de la Légion d'Honneur (30 janvier 1950).
- Croix de Guerre.
- Mérite maritime (23 décembre 1947).